# Gare de Beaulieu-sur-Mer
Gare de Beaulieu-sur-Mer vasútállomás Franciaországban, Beaulieu-sur-Mer településen.

## Vasútvonalak
Az állomást az alábbi vasútvonalak érintik:
- Marseille–Ventimiglia-vasútvonal

## Kapcsolódó állomások
A vasútállomáshoz az alábbi állomások vannak a legközelebb:
- Gare d’Èze-sur-Mer
- Gare de Villefranche-sur-Mer